# Jim McBride
Jim McBride (Nueva York, 16 de septiembre de 1941) es un director de cine, productor y guionista estadoundiense.

## Filmografía
- El diario de David Holzman (David Holzman's Diary) (1967)
- La boda de mi chica (My Girlfriend's Wedding) (1969)
- Pictures from Life's Other Side (1971)
- Glen and Randa (1971)
- Hot Times (1974)
- Vivir sin aliento (Breathless) (1983)
- Querido detective (The Big Easy) (1986)
- Gran bola de fuego (Great Balls of Fire!) (1989)
- El hombre equivocado (The wrong man) (1992)
- La tabla de Flandes (Uncovered) (1994)
- Juego sucio (The Informant) (1997)
- Welcome to São Paulo (Documental) (2004)

## Televisión
- The Twilight Zone (1986)
- The Wonder Years (1990–1991)
- Blood Ties (1991) (TV)
- Fallen Angels (1995) – "Fearless" (1995) Episodio
- Pronto (1997) (TV)
- Dead by Midnight (1997) (TV)
- To Hell and Back (2000) (TV)
- Six Feet Under (2001)